# Morral de la Devesa
El Morral de la Devesa és una muntanya de 910 metres que es troba al municipi de Capafonts, a la comarca catalana del Baix Camp.